# Borboropactus javanicola
Borboropactus javanicola är en spindelart som först beskrevs av Embrik Strand 1913.  Borboropactus javanicola ingår i släktet Borboropactus och familjen krabbspindlar. Inga underarter finns listade.